# Thelymitra rubra
Thelymitra rubra är en orkidéart som beskrevs av Robert Desmond David Fitzgerald. Thelymitra rubra ingår i släktet Thelymitra och familjen orkidéer. Inga underarter finns listade i Catalogue of Life.